# Christian Friedrich Wilhelm Roller

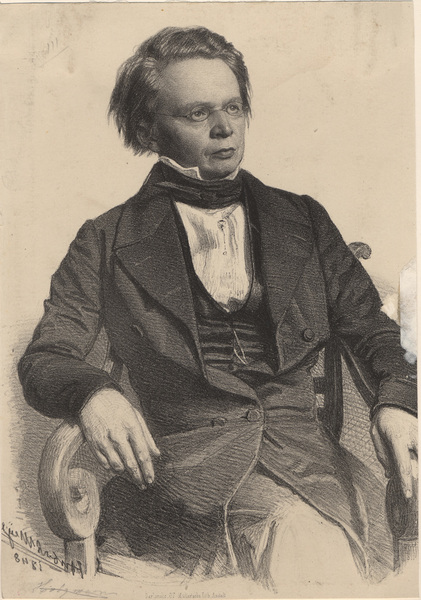
Christian Friedrich Wilhelm Roller (1848)

Christian Friedrich Wilhelm Roller (* 11. Januar 1802 in Pforzheim; † 4. Januar 1878 in Achern) war ein deutscher Psychiater. Er war Gründer und langjähriger Leiter der Heil- und Pflegeanstalt Illenau in Achern und gehörte der Gruppe der Somatiker an.

## Leben
Christian Friedrich Wilhelm Roller war Zweitgeborener von insgesamt sieben Kindern aus der Ehe des Arztes Johann Christian Roller und Auguste Wilhelmine Roller, geborene Finner. Die erstgeborene Schwester starb als Kleinkind, so dass er als Ältester mit fünf Geschwistern aufwuchs. Von klein auf wurde sein Leben durch die Arbeit seines Vaters geprägt, der von 1804 bis zum Tod 1814 das Irrenhaus in Pforzheim leitete. 1814 erkrankten er und sein Vater an Typhus. Während sein Vater im Alter von 40 Jahren an der Krankheit starb, überwand er sie.
Von 1818 bis 1821 studierte er Medizin an den Universitäten in Tübingen und Göttingen. Nach erfolgreichem Studienabschluss ließ er sich als Arzt in Pforzheim nieder. 1825 bereiste er im Auftrag der Großherzoglichen Regierung verschiedene Irrenhäuser in Europa, um den Umgang und die Behandlung der Patienten zu studieren. 1827 wurde er Assistenzarzt im Heidelberger Irrenhaus und leitete es von 1835 bis 1842. Stark beeinflusst durch seine Studienreise und die mangelhaften Zustände in Heidelberg, setzte er sich gemeinsam mit dem Leiter Friedrich Groos für den Neubau einer größeren und moderneren Anstalt ein, die dann von Hans Voß geplant und gebaut wurde. 1831 stellte er in seinem Buch „Die Irrenanstalt nach allen ihren Beziehungen dargestellt“ dar, wie ein solches zu gestalten ist, um den Ansprüchen von aktuellen Erkenntnissen und Humanität gerecht zu werden.
1840 heiratete er seine Cousine Christiane Roller. Gemeinsam hatten sie neun Kinder, von denen drei bereits in jungen Jahren starben.
1842 wurden seine Vorstellungen Wirklichkeit, als die Heil- und Pflegeanstalt Illenau in Achern eröffnet wurde. Diese leitete er bis zu seinem Tod 1878.

## Leistungen
Die große Leistung von Christian Friedrich Wilhelm Roller war die konsequente Umsetzung seiner Vorstellung einer modernen Irrenanstalt. Die Errichtung der Heil- und Pflegeanstalt Illenau in der ländlichen Idylle der Ortenau folgte seiner Idee der „Isolierung“ der Kranken. Rollers Intention dabei war aber nicht das Verbannen der Kranken aus der Gesellschaft. Seine langjährige Erfahrung hatte ihm gezeigt, dass psychische Erkrankungen oftmals mit Eigenheiten der gewohnten Umgebung in Zusammenhang stehen. Heilungschancen sah er deshalb in der Trennung aus der gewohnten Umgebung durch die Unterbringung in einem „Landasyl“.
Zeit seines Lebens verteidigte er seine Idee vehement gegen die Vertreter des „Stadtasyls“, Professoren der medizinischen Fakultäten der Universitäten Heidelberg und Freiburg. Diese konträre Meinung und vor allem die Tatsache, dass Roller über eine große Lobby bei der staatlichen Verwaltung und beim großherzoglichen Hof verfügte, hatten zur Konsequenz, dass erst nach seinem Tod wieder an den Universitäten entsprechende Anstalten eingerichtet und wieder systematisch geforscht wurde.

## Schriften
- Die Irrenanstalt nach allen ihren Beziehungen dargestellt, Karlsruhe 1831.
- Psychiatrische Zeitfragen aus dem Gebiet der Irrenfürsorge in und außer den Anstalten und ihren Beziehungen zum staatlichen und gesellschaftlichen Leben, Berlin: G. Reimer 1874  .

## Auszeichnungen
- 1842: Ritter des Ordens vom Zähringer Löwen[1]
- 1855 Juni 10: Ritterkreuz des großherzoglich hessischen Verdienstordens Philipps des Großmütigen[2] Nach der Ordensverleihung bat Roller im Juli 1855 Großherzog Ludwig III. von Hessen und bei Rhein um eine Audienz, um sich für die ehrende Auszeichnung zu bedanken. Der großherzoglich hessischen Minister von Reinhard Frhr. von Dalwigk schrieb dazu am 19. Juli 1855 an Großherzog Ludwig III. von Hessen: „Der Großherzoglich Badische Geheime Hofrat Roller (…), welchem E. K. H. kürzlich das Ritterkreuz des Verdienstordens Philipps des Großmüthigen zu verleihen geruht haben, ist hier angekommen und bittet Allerhöchstdieselben seinen ehrfurchtsvollsten Dank für die ihm [zu Teil] gewordene Auszeichnung zu Füßen legen zu dürfen. Der Geheime Hofrat Roller ist mit keiner Uniform versehen, weil eine solche den Beamten seiner Kategorie im Großherzogthum Baden nicht verliehen ist“. Auf dem Blatt befindet sich die Randbemerkung von Großherzog Ludwig III.: „Heute Morgen um ½ 10 Uhr. Darmstadt, d. 20.7.55“ [Unterschrift: „Ludwig“].[3]